# Антонівка (Долинська міська громада)
Анто́нівка — село в Україні, у Долинській міській громаді Кропивницького району Кіровоградської області. Населення становить 298 осіб.

## Населення
Згідно з переписом УРСР 1989 року чисельність наявного населення села становила 333 особи, з яких 156 чоловіків та 177 жінок.
За переписом населення України 2001 року в селі мешкало 300 осіб.

### Мова
Розподіл населення за рідною мовою за даними перепису 2001 року:
| Мова       | Відсоток |
| ---------- | -------- |
| українська | 96,98 %  |
| російська  | 2,01 %   |
| молдовська | 1,01 %   |